# Џуб Џанин
Џуб Џанин (арап. جب جنين) је град Либану у гувернорату Бека. Према процени из 2005. у граду је живело 7 087 становника.